# Regionstog
Regionstog A/S was een Deense spoorwegmaatschappij die van 1 januari 2009 tot en met 30 juni 2015 de exploitatie van drie particuliere spoormaatschappijen in Regio Sjælland op zich heeft genomen, namelijk Vestsjællands Lokalbaner, Østbanen en Lollandsbanen. Door fusie met Lokalbahnen A/S is Regionstog per 1 juli 2015 opgegaan in een nieuw bedrijf Lokaltog A/S. 
Regionstog had kantoren te Maribo en Holbæk.
Het ging hierbij om de volgende vier spoorlijnen:
- Lollandsbanen (Nakskov-Nykøbing F.), 50,2 km, geopend 1874.
- Østbanen (Køge-Faxe Ladeplads/Køge-Rødvig), 46,2 km, geopend 1879.
- Tølløsebanen ((Holbæk)-Tølløse-Slagelse), 50,8 km lang, geopend 1901.
- Odsherredsbanen (Holbæk-Nykøbing Sj.), 49,4 km lang, geopend 1899.